# Bela Vista (Mato Grosso do Sul)
Bela Vista, amtlich Município de Bela Vista, ist eine Stadt im Pantanal im brasilianischen Bundesstaat Mato Grosso do Sul.
Sie lag von 1989 bis 2017 in der geostatistischen Mesoregion Süd-West in der Mikroregion Bodoquena.

## Persönlichkeit
- Ney Matogrosso (* 1941), brasilianischer Opernsänger